# 太湖县
太湖县位于中国安徽省西南部，是安庆市下辖的一个县。合九铁路、沪渝高速、105国道横贯东西，东香高速临境而过。太湖县总面积为2031平方公里，常住总人口約44万人。县人民政府駐晋熙镇普贤路1号。

## 地理

### 区位
太湖县地处长江北岸，皖河上游，大别山南麓，东邻安庆市潜山市、怀宁县，南连安庆市望江县，西南接安庆市宿松县，西界湖北省黄冈市蕲春县、英山县，北毗安庆市岳西县。东西相距64公里，南北相距23公里，连接皖鄂七个县市。2021 年高铁太湖南站投入使用，结束了该县无高铁的历史。

## 人口
根据(安徽省)安庆市第七次全国人口普查公报显示：太湖县常住人口为430465人，男性人口占比50.84%，女性人口占比49.16%，年龄结构中0-14岁占比17.86%，15-59岁占比59.64%，60岁以上占比22.5%，65岁以上占比18.13%。

## 历史

### 名称由来
太湖县名与本地地理形势有关。《南畿志》载：“因其地有大湖，故名。”《清史稿·地理志》载：“太湖旧与（有）小湖五，并湮。”《太湖县志》（民国修）载：“所湮五湖，名为大湖、小湖、仰天湖、陆钟湖、黄里湖。”从以上史志所载来看，县地原有不少湖泊，只是历经沧桑，湖泊已被湮没为陆地，然而太湖县名虽几经更迭，却今天还在沿用。

### 历史沿革

#### 古代
西汉为湖陵邑地，属扬州淮南国庐江郡。东汉时省湖陵，入皖县。
南朝宋元嘉二十五年（448年）立太湖左县（南朝宋、齐时称南方蛮族为“蛮左”，蛮地之县为“左县”），属南豫州晋熙郡。南朝齐建元二年（480年）立龙安郡，领太湖左县和东陈县（县治上格城，在今小池镇后河村）。南朝陈太建五年（573年）废龙安郡和东陈县，独存太湖左县。
隋朝开皇三元（583年）废郡置州，晋熙郡改名熙州，太湖左县改名晋熙县，属扬州熙州。开皇十八年（598年）复名太湖县，去“左”字，属扬州同安郡。
唐朝武德四年（621年）析太湖县地置青城、荆阳二县，属淮南道舒州。武德七年（624年）废青城县，并入荆阳县，属淮南道舒州。武德八年（625年）废荆阳县，并入太湖县，属淮南道舒州。
南宋及明、清，太湖属安庆府。

#### 近现代
中华民国：属安徽省安庆道、安徽省第一行政督察区、安庆专区。中华民国初年，太湖县设10区、75保、14镇：
- 县城区：辖城厢内外，即旧县城保，特为一区。
- 东前区：辖四面畈、汪洋铺、上寨冲、赤土岭、五羊畈、石马河、刘家山铺、灵仙庄、妙法街、灯明山、观音寺、秦梅园、回龙寺13保。
- 东后区：辖小池驿、白沙畈、上格城、枫香铺、花园5保。
- 南前区：辖花香畈、棋盘石、六七冲、八仙石、何家墩、思常河、争口山、青龙岗、大石山、石隆堰、杨甘铺、甘豹山、牯牛河、铁石滩、无相寺、田祥嘴、史蓝嘴17保。
- 南后区：辖南安洲、良桐、安乐桥、双鼓岭、鹿驼山、香凤山、西庄畈7保。
- 西前区：辖无忧畈、王仙冲、茅草冲、芭蕉、树林冲、大龙山、上保冲、沙河畈、大小山、黄界河10保。
- 西后区：辖完场岭、暗沟、南阳、真君、白洋畈5保。
- 北前区：辖上罗溪、下罗溪、廨院寺、赤滩、九村畈、青石山、黄牸畈7保。
- 北中区：辖青天、长坪、清潭河、玉望、冶溪河5保。
- 北后区：辖薛义河、杨胜嘴、银河、深村、南庄5保。
- 14镇：马路口、金井塔、田祥嘴、小池、青石河、赵家铺、弥陀寺、南阳河、廨院寺前河、薛义河、杏花村、麻滩、新仓、徐家桥。

民国二十二年(1933年)设8区、279保、2942甲。民国二十三年(1934年)，区公所改名区署，区名以第一、第二等数字排列。民国二十五年(1936年)1月将本县所辖的杨胜、银河、深村、古坊、冶溪等保划归岳西县管辖；同时全县改为4区、40乡，设联保办事处。民国二十八年(1939年)设4区、31乡镇，废除联保主任制，设乡长。
中华人民共和国：1949年3月，太湖县被中共军队解放，初属皖北行政公署安庆专区，后属安徽省安庆专区，现隶属安庆市。
1997年，太湖县面积2030平方公里，人口56万，辖9镇17乡：晋熙镇、徐桥镇、弥陀镇、新仓镇、小池镇、寺前镇、黄镇镇、牛镇镇、北中镇、大石乡、江塘乡、城西乡、花园乡、刘羊乡、大山乡、刘畈乡、百里乡、玉珠乡、罗溪乡、黄岗乡、李杜乡、赵河乡、天桥乡、九田乡、河口乡、望天乡。县政府驻晋熙镇。
2004年6月底，太湖县行政区划调整工作结束，由原来的26个乡镇调整为15个：刘羊乡、花园乡的灯茗村、李杜乡的何岭村、罗溪乡的汪岭、梅河2村以及城西乡的芭蕉、下坞、九龙3村并入晋熙镇，花园乡并入新仓镇，花园乡的方岭、新庄、立新等村以及刘羊乡的殷冲、李冲、月龙李岭、枫铺5村并入小池镇，罗溪乡并入寺前镇，大山乡、李杜乡并入天华镇，天桥乡和原黄镇镇的严姜村并入牛镇镇，河口乡并入弥陀镇，望天乡、玉珠乡并入北中镇，黄岗乡并入汤泉乡，九田乡并入刘畈乡。

## 行政区划
太湖县下辖10个镇、5个乡：
晋熙镇、徐桥镇、新仓镇、小池镇、寺前镇、天华镇、牛镇镇、弥陀镇、北中镇、百里镇、大石乡、城西乡、江塘乡、汤泉乡、刘畈乡、太湖经济开发区和花凉亭水电站。

## 旅游

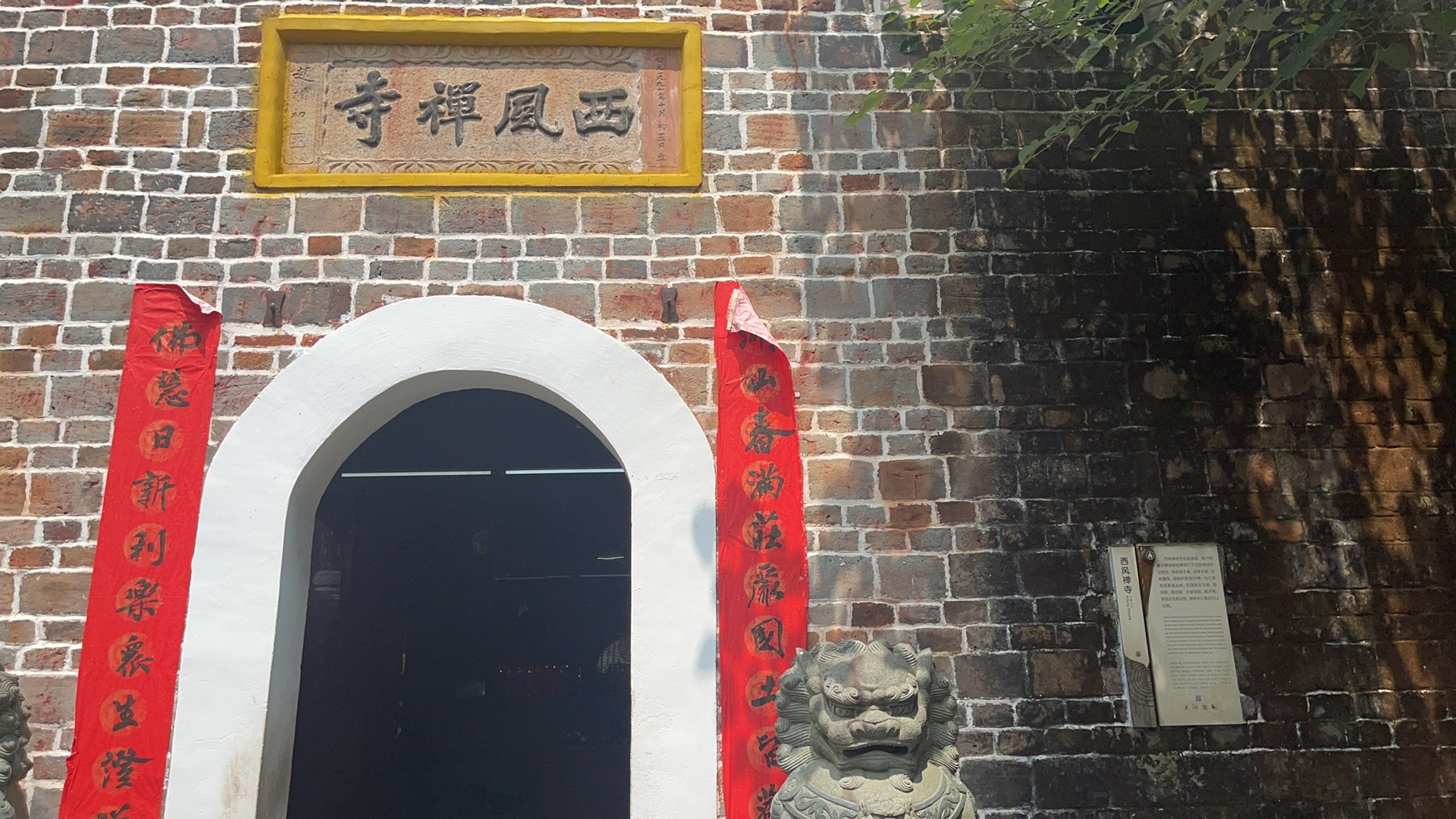
西风禅寺

- 著名景点
  - 花亭湖

国家重点风景名胜区花亭湖位于安徽省太湖县境内，面积254平方公里。龙山、花亭湖湖区、西风禅寺、狮子山、朴初文化公园、汤弯温泉六大景区。
  - 五千年文博园

位于安徽省安庆市太湖县境内，处于安徽省安庆市沪渝高速太湖县收费站高速路口西侧。
  - 西风禅寺

位于太湖县境内，始建于唐代，原名狮子庵，有三重，青砖小瓦，砖木结构，坐东向西，为佛教禅宗五祖的道场。

- 特色美食
  - 水菊粑
  - 弥陀生条
  - 豆粑
  - 状元糕
  - 花亭湖有机鳙鱼（胖头鱼）
  - 程岭黑猪
  - 天华谷尖(南阳谷尖)：中国地理标志产品
  - 二祖禅茶

## 经济
太湖县处于皖西南三省交界区，经济较为落后，2020 年才退出国家级贫困县序列，农村青年大量赴沿海地区务工。近年政府开始注重招商引资，目前有少量企业进驻（主要为服装类企业），同时大力发展旅游业。

## 名人
- 赵文楷
- 赵朴初
- 马兰
- 朱湘

- 方可成

## 教育

### 普通高中
- 太湖中学
- 太湖二中
- 朴初中学（完全高中，初中部分离）
- 弥陀高中
- 牛镇高中
- 小池高中（已取消）
- 徐桥高中（已取消）
- 熙湖高中

### 职业高中
- 太湖县职业教育中心
- 劳动学校
- 太湖恺风职业技术学校

### 初中
实验中学（朴初中学初中部，晋熙中学合并）
各乡镇均有初中，县城有太湖三中。

### 小学、幼儿园
各乡镇及县城有数量众多公私立学校。